# Église Notre-Dame de la Visitation de Villers-la-Ville
Pour les articles homonymes, voir église Notre-Dame-de-la-Visitation.
L'église Notre-Dame de la Visitation est une église de style roman et néo-roman située sur le territoire de la commune belge de Villers-la-Ville, en province du Brabant wallon.

## Historique
Bâtie sur les fondations d'une chapelle romane (existant déjà au XIIIe siècle) construite par les Seigneurs de Marbais, l'église conserve une tour romane des XIe et XIIe siècles,.
La nef s'est écroulée en 1923 et fut reconstruite en 1925 en style néo-roman,,,.
La tourelle fut ajoutée au XXe siècle.

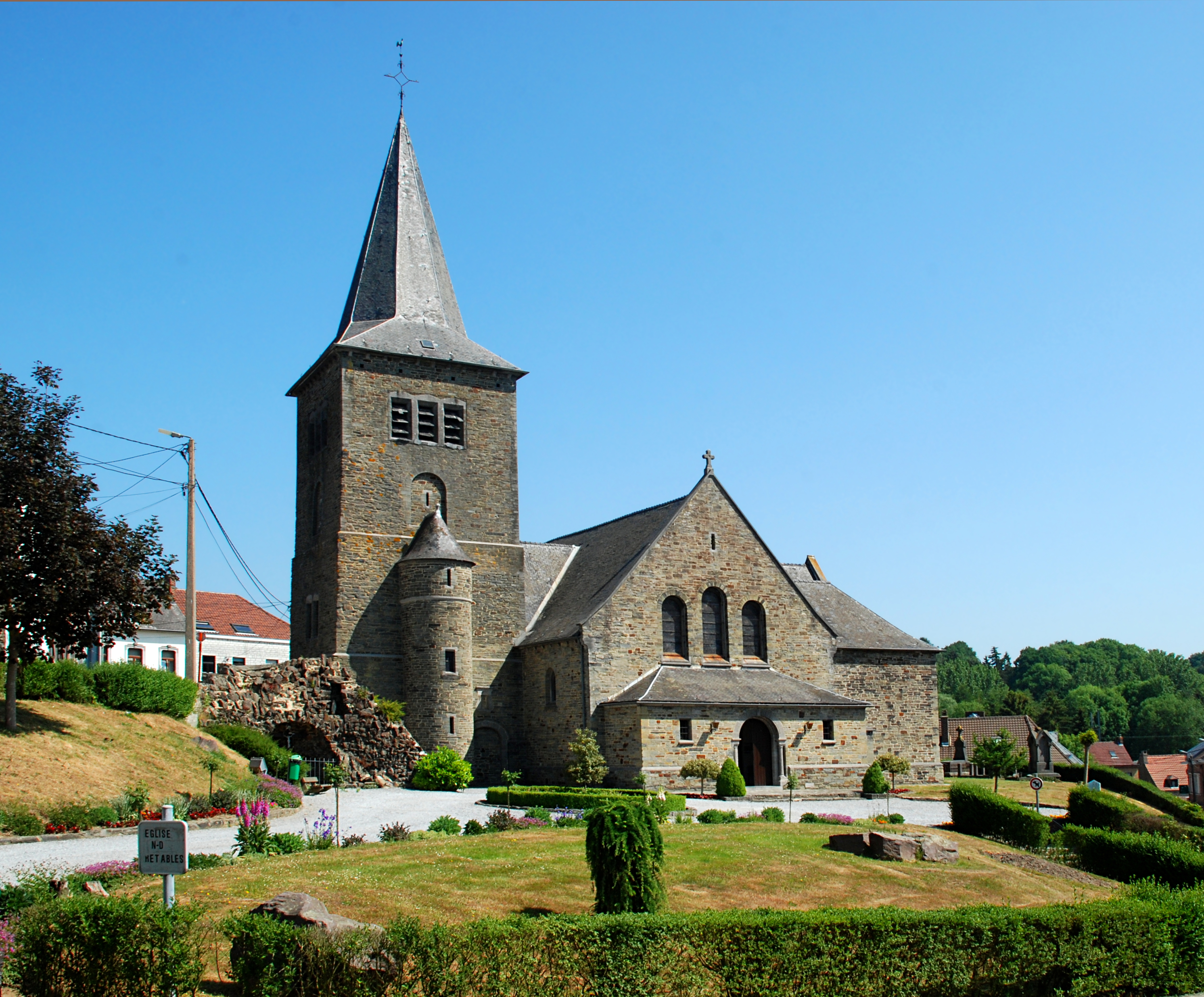

## Architecture

### Maçonnerie et orientation
L'église, édifiée en moellons de grès schisteux et couvertes d'ardoises, présente une orientation particulière : le chevet est « orienté » au nord (vers la rue Jules Tarlier) et la façade principale au sud (vers la rue de Sart).

### La tour

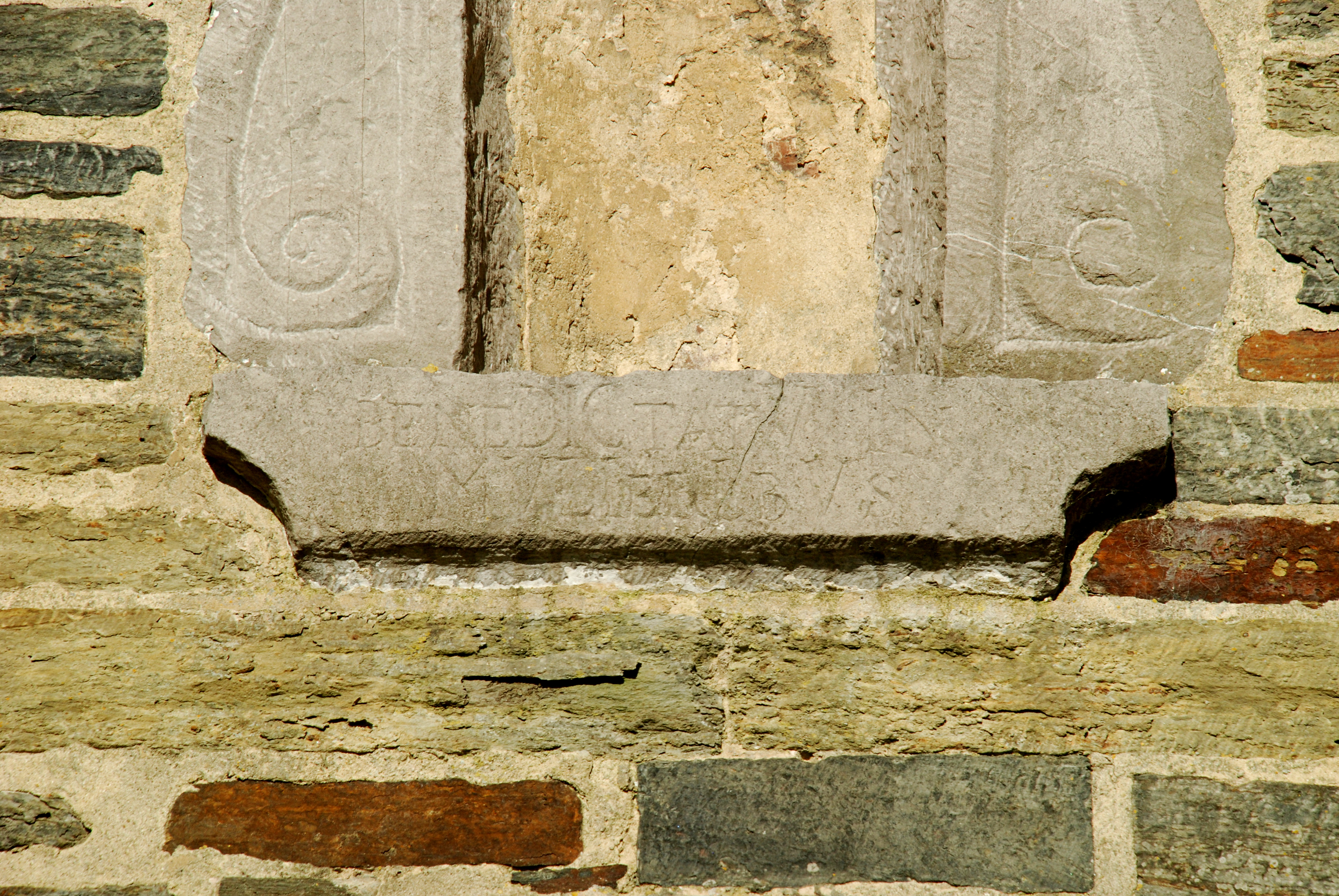
Le chronogramme de 1669.

Contre la façade occidentale de l'église se dresse la tour d'origine romane fortement restaurée qui comporte quatre niveaux en léger retrait l'un par rapport à l'autre.
Cette robuste tour romane carrée possède des murs d’un mètre d’épaisseur.
Le rez-de chaussée de la tour est percé à l'ouest d'un portail en pierre bleue de style classique daté de 1825 sur l'écoinçon gauche. Les piédroits du portail et leurs impostes de style toscan supportent un arc cintré mouluré à clé d'arc saillante surmonté de deux écoinçons et d'un petit entablement.
La face méridionale de la tour est ornée d'une porte cintrée surmontée d'une petite niche baroque à volutes dont la base porte un chronogramme de 1669, peu lisible :
beneDICtatU tU In MULIerIbUs
Ce chronogramme peut se traduire par "Tu es bénie entre toutes les femmes".
La tour est percée sur chaque face d'une fenêtre jumelée sous linteau en bâtière au premier étage, d'une fine meurtrière logée sous un arc cintré au deuxième étage et d'un triplets de baies campanaires à abat-sons au troisième étage.

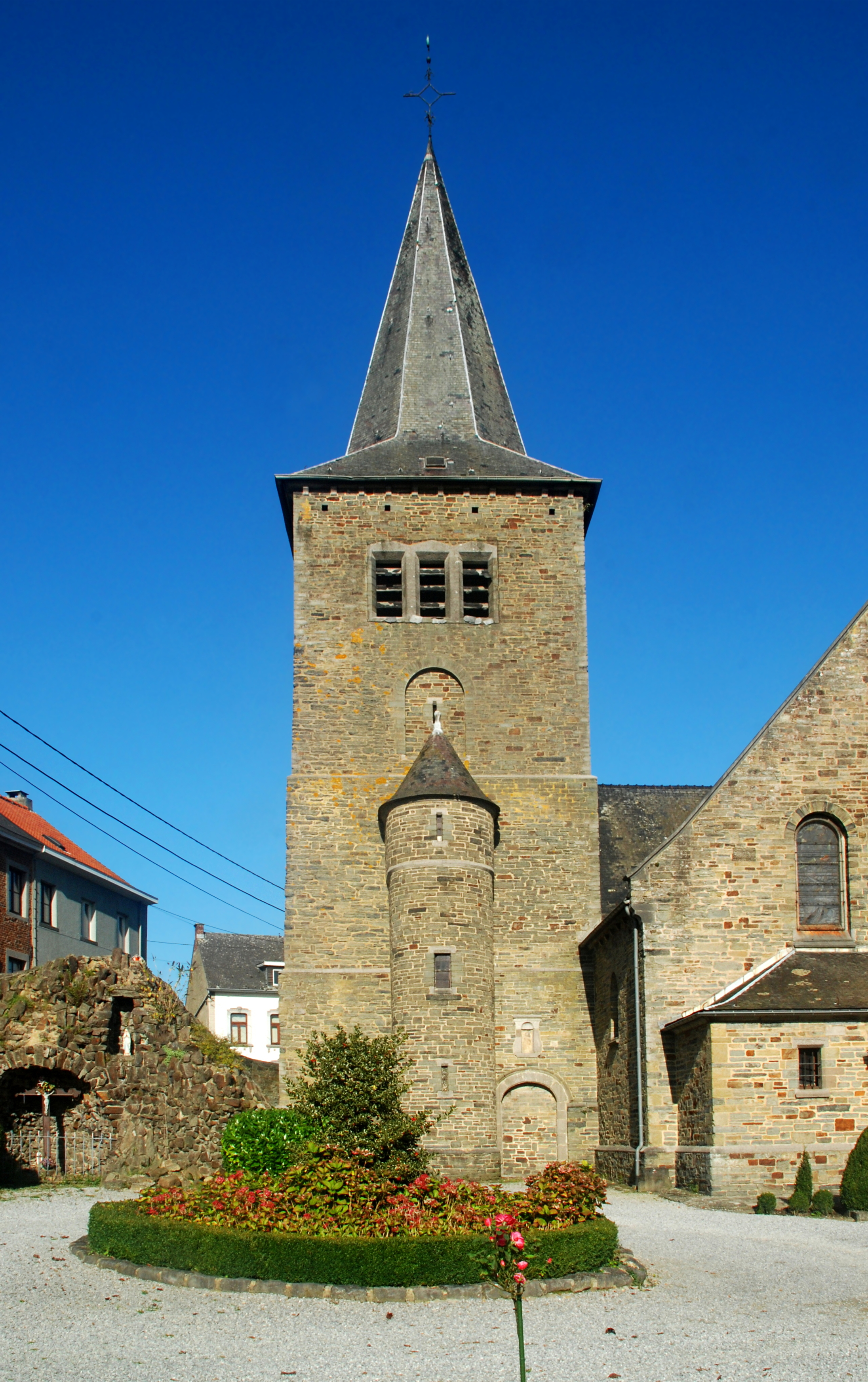
La tour d'origine romane.
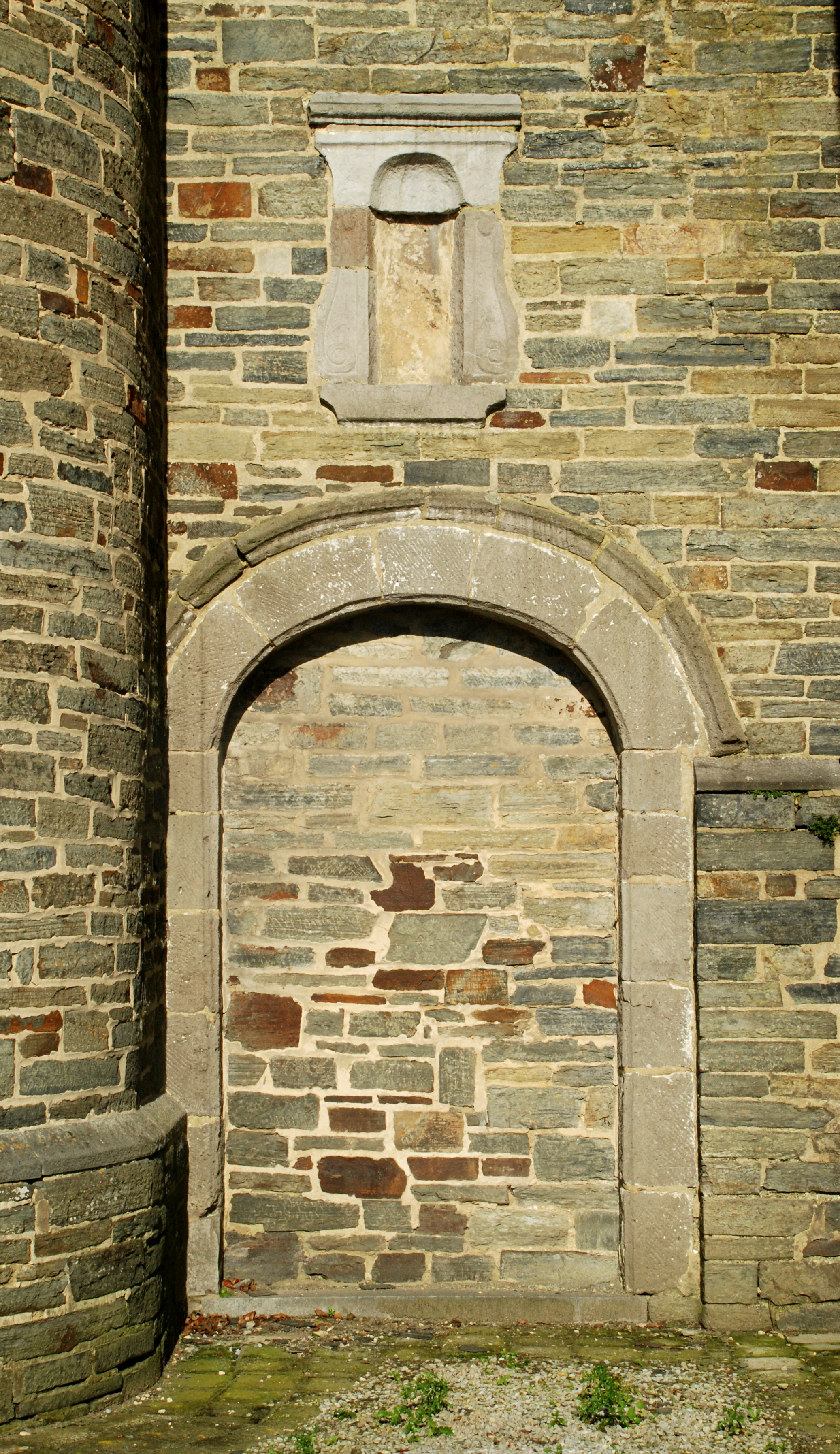
La porte cintrée.
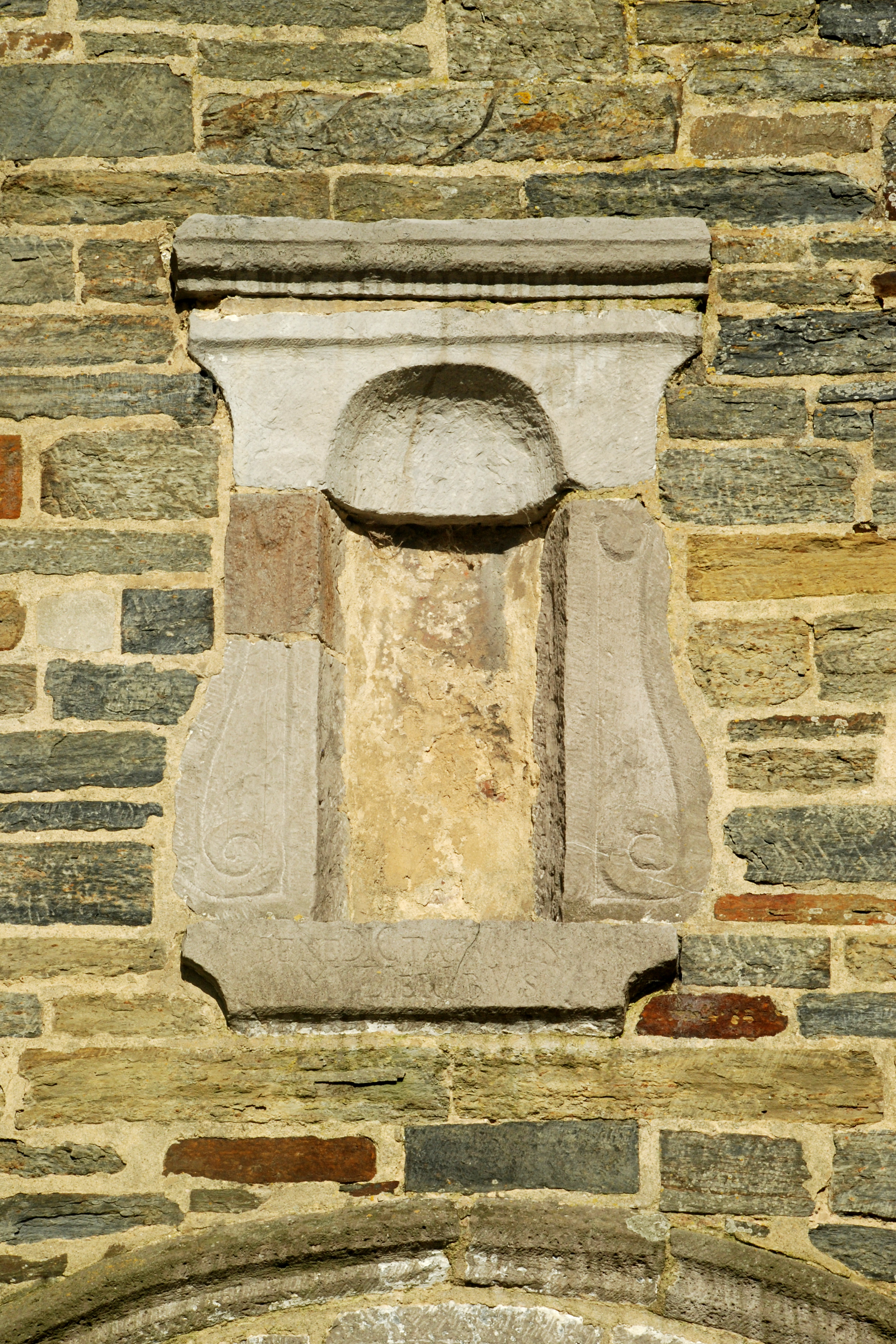
La niche baroque à volutes.

### La tourelle
Sur sa face sud, la tour est flanquée d'une tourelle à soubassement en saillie et toiture conique, percée de deux meurtrières et d'une étroite fenêtre aux piédroits harpés. Pour rappel, cette tourelle est récente et date du XXe siècle.

La tourelle ajoutée au XXe siècle
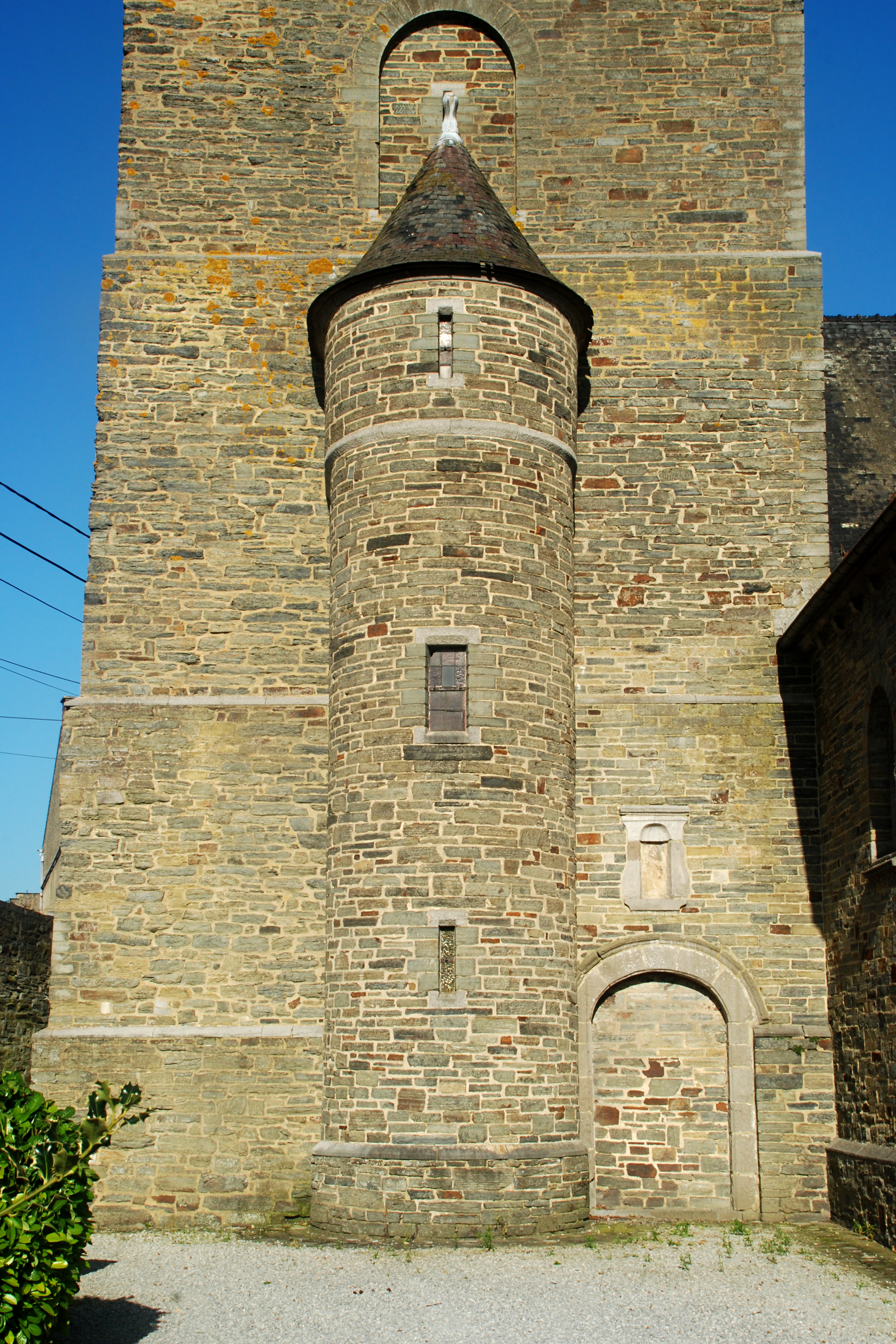
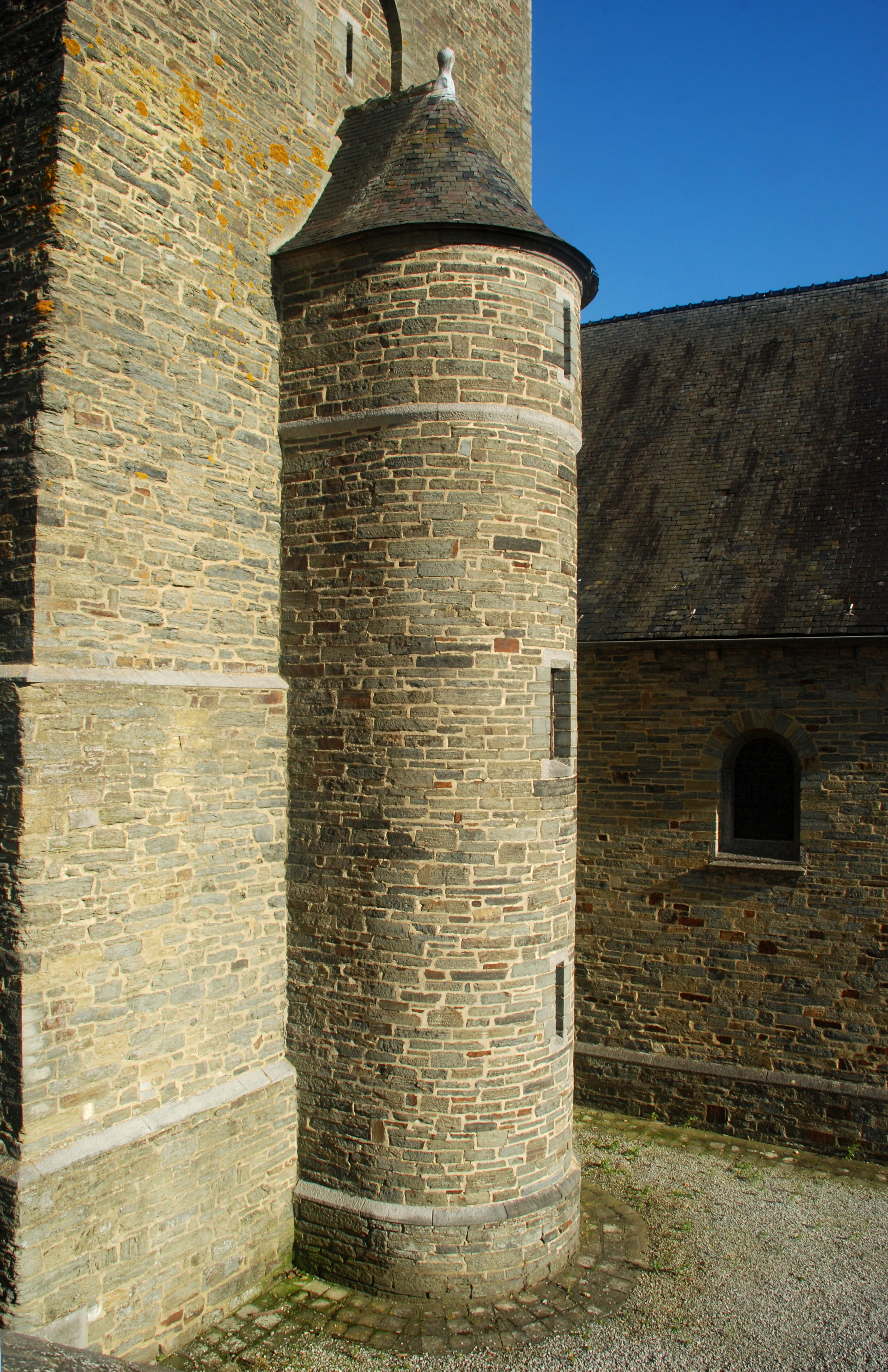
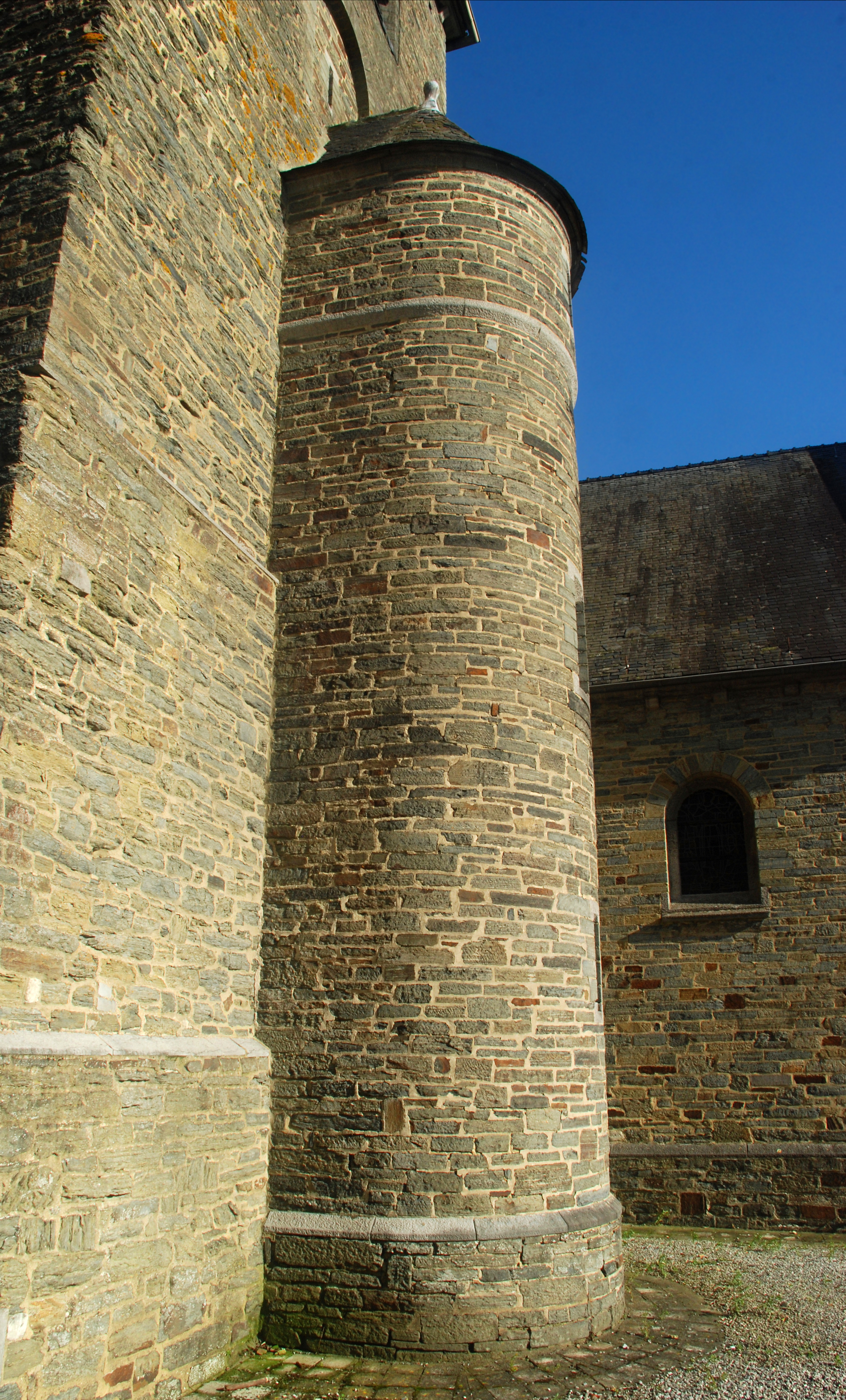
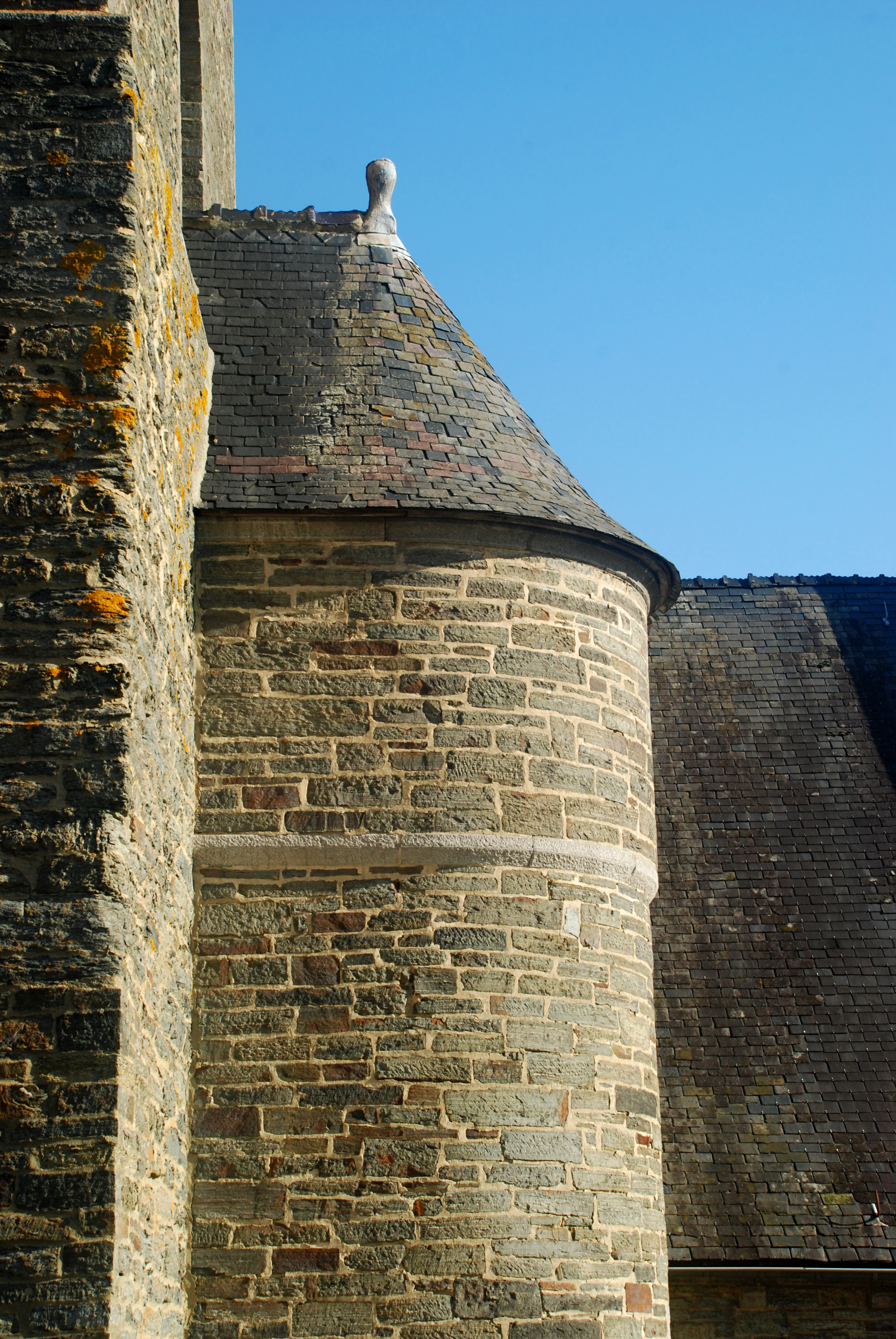

### Les façades

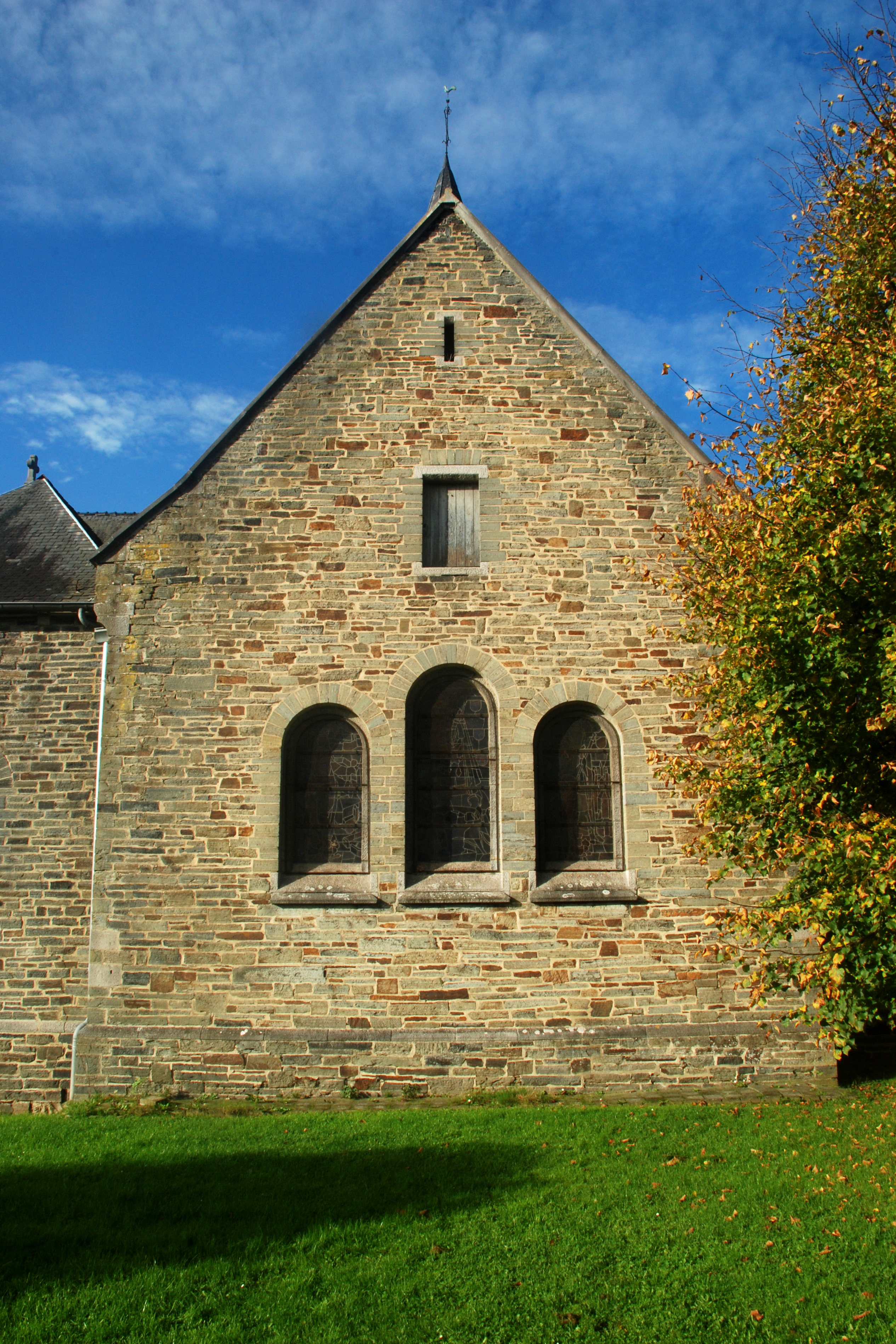
Le transept.

La façade principale de l'église est orientée au sud. De style néo-roman, elle est précédée d'un porche percé d'un portail cintré flanqué de colonnes dont les chapiteaux supportent un grand arc de pierre bleue (petit granit).
Au-dessus de ce porche, le pignon de la façade est percé d'un triplet de grandes baies cintrées et d'une fine fenêtre en forme de meurtrière, et sommé d'une croix de pierre.
La façade du croisillon du transept est percée d'un triplet de baies cintrées à encadrement de pierre de taille, surmonté d'une baie rectangulaire et d'une meurtrière.
À gauche de l'église se dresse une réplique de la grotte de Lourdes.

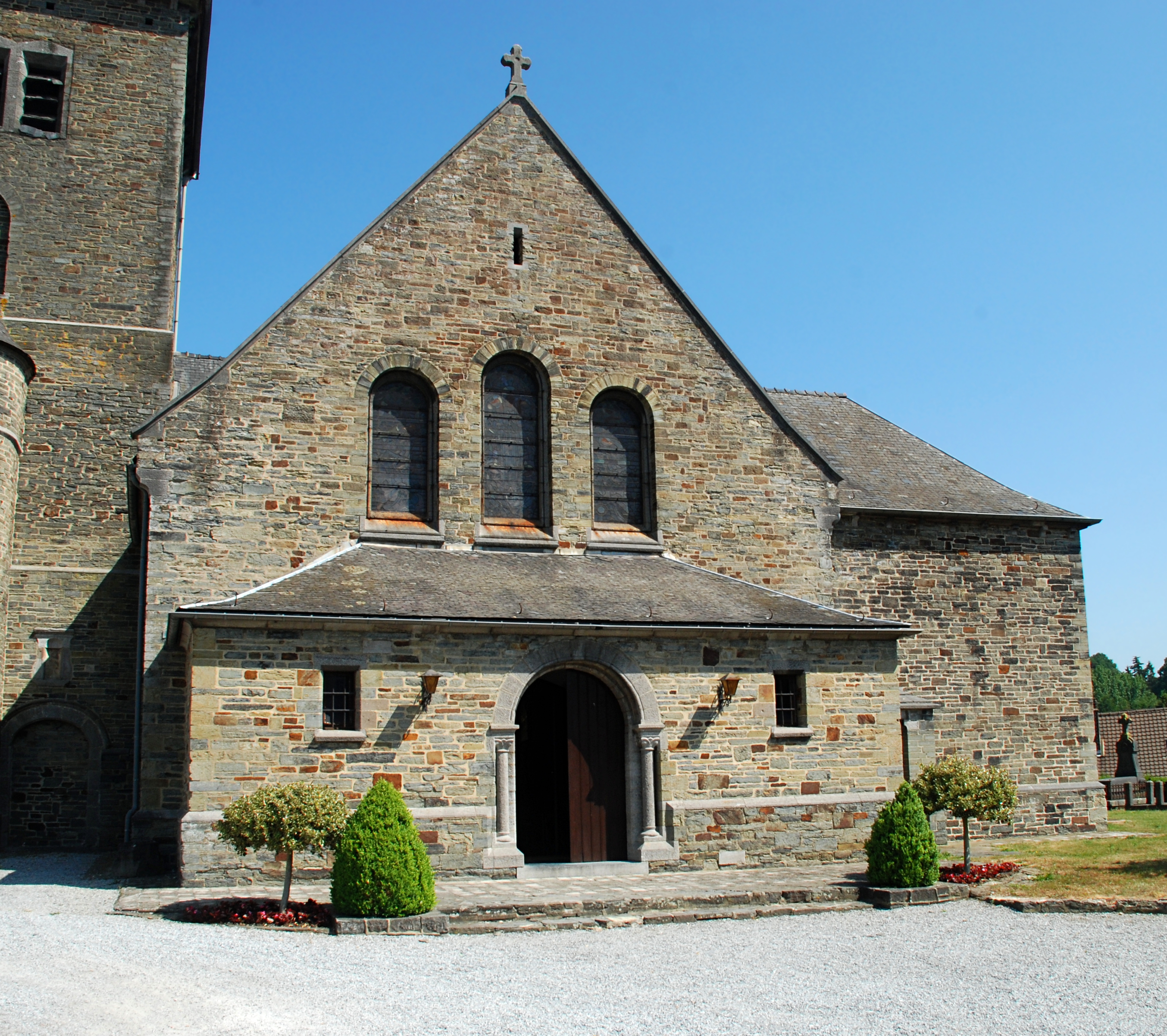
La façade néo-romane.
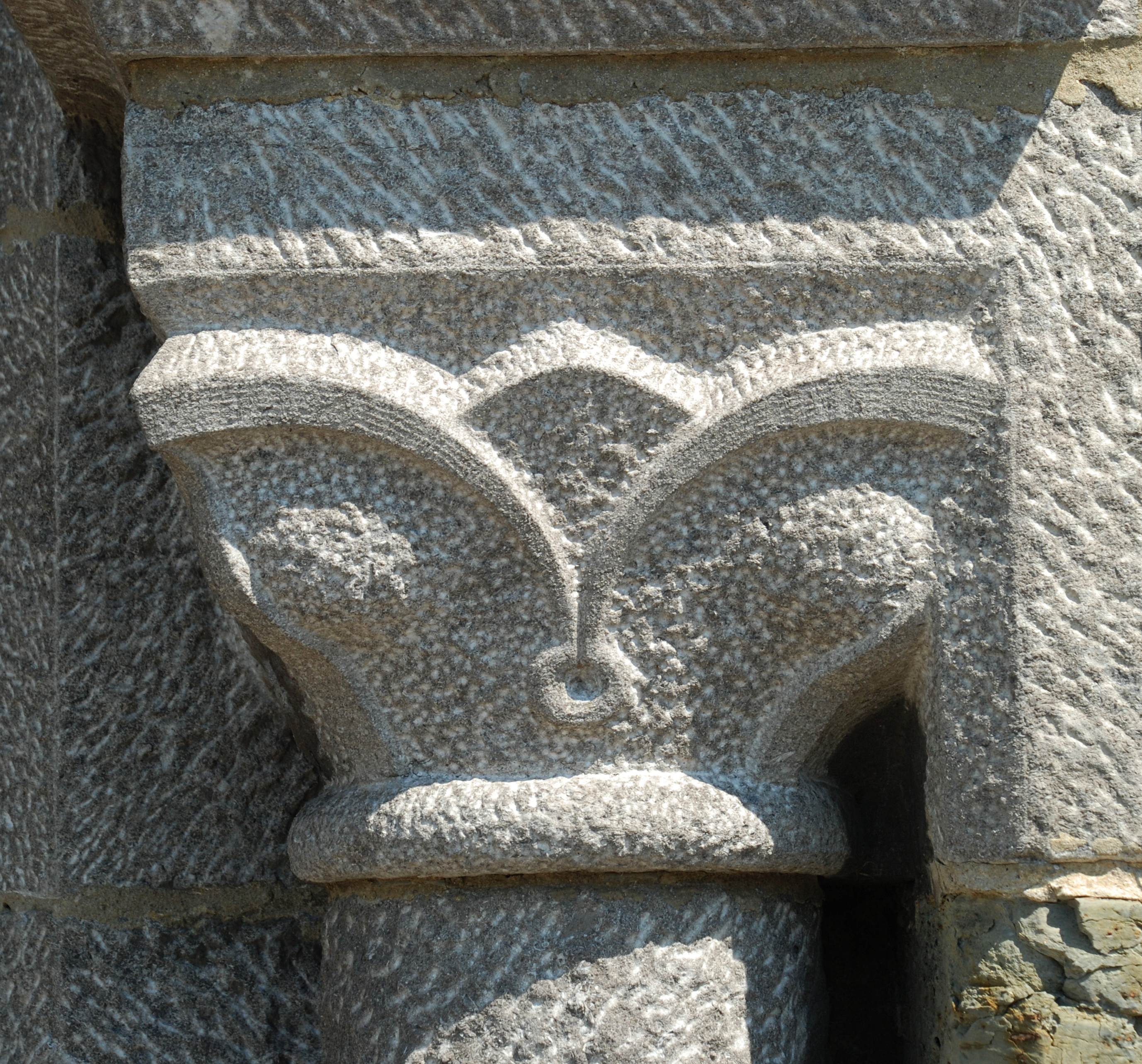
Chapiteau néo-roman.
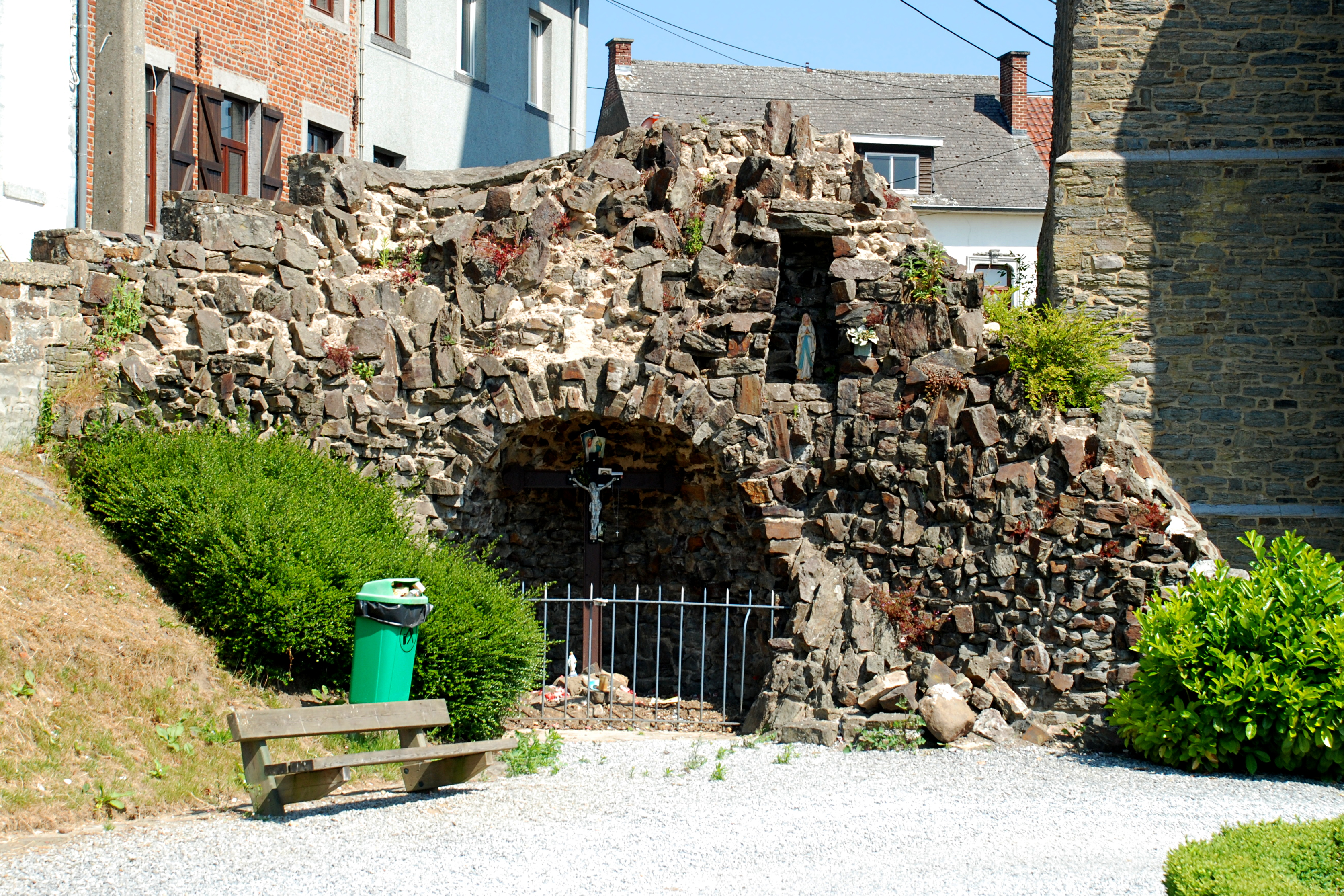
Grotte de Notre-Dame de Lourdes.

### Le chevet
Vu l'orientation particulière de l'église, son chevet est dirigé vers le nord et non « orienté » (dirigé vers l'est).
Ce chevet est composé d'une abside semi-circulaire unique divisée en hauteur en deux registres séparés par un ressaut situé à un peu plus d'un mètre du sol.
L'abside est percée de deux fenêtres en plein cintre dont les piédroits harpés et l'arc sont constitués de blocs de schiste alors que l'appui de fenêtre est en pierre bleue.
La maçonnerie du chevet est surmontée d'une corniche moulurée en pierre bleue supportée par de petits modillons géométriques.

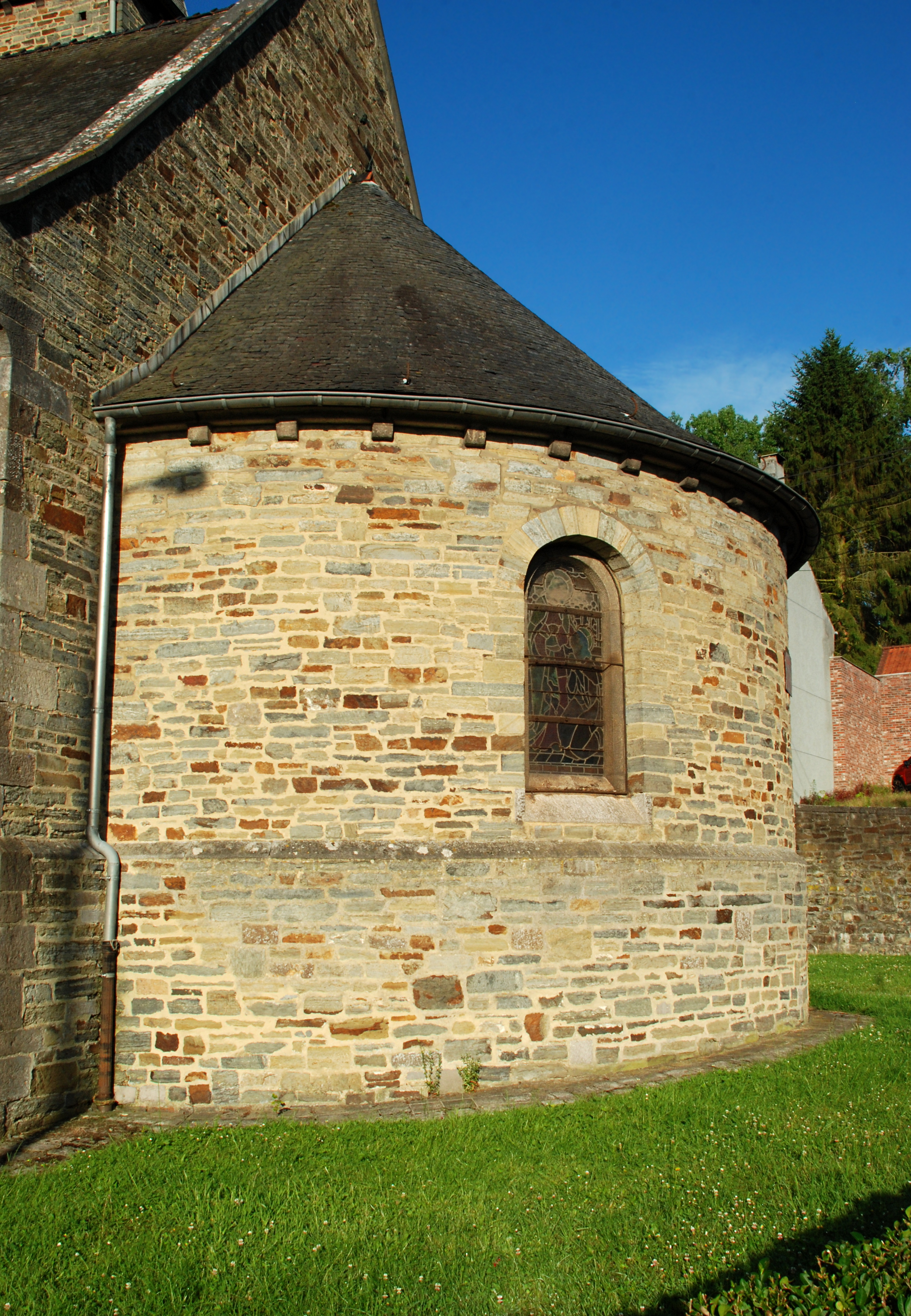
Le chevet.
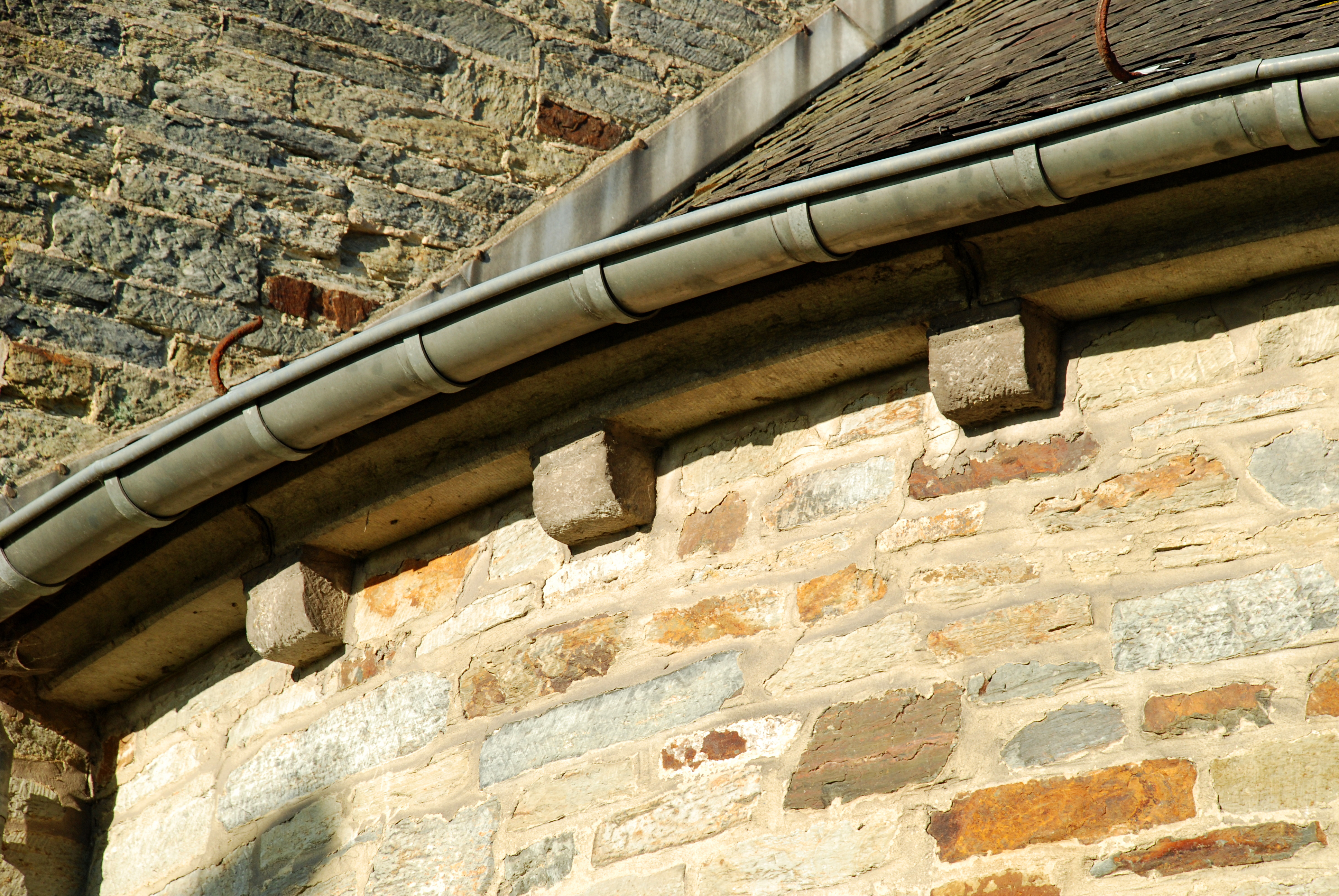
La corniche moulurée.
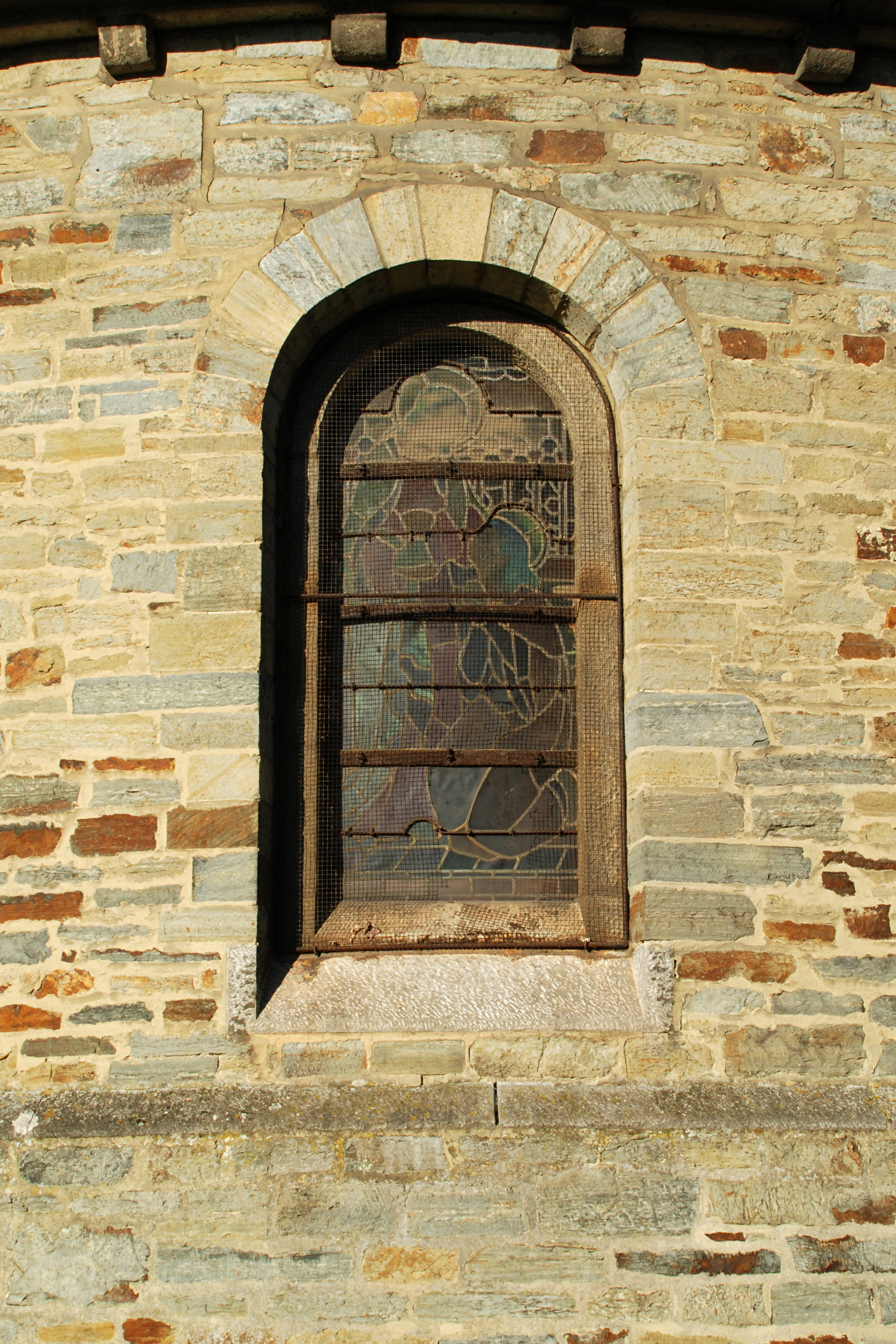
Fenêtre absidiale.

## Patrimoine
L'intérieur de l'église abrite un important patrimoine, comme le tympan qui surmonte la porte de la nef au revers de la façade, le monument funéraire de François de Marbais, des retables en bois des XVe et XVIe siècles,, une niche en pierre de style gothique surmontée d'un arc en accolade et de fleurons…
Le tympan qui surmonte la porte de la nef est un tympan polylobé du XIIe siècle qui représente l'agneau pascal, flanqué de fleurs de lys : sa patte antérieure droite est repliée et tient un fanion, comme sur une clé de voûte du westbau de la collégiale de Tirlemont et sur l'un des contreforts occidentaux de l'église Saint-Jacques de Louvain.

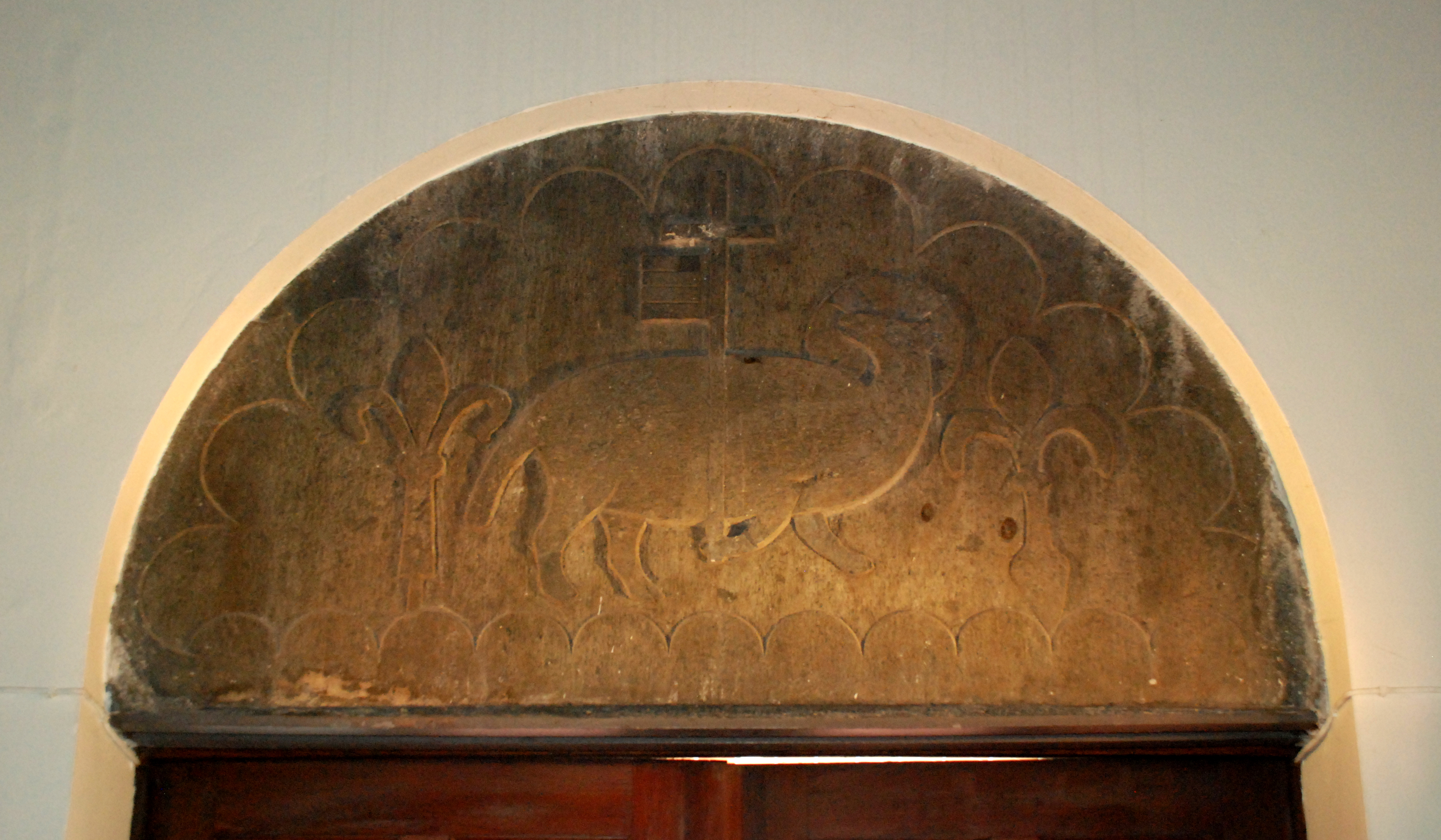
Le tympan roman  figurant l'agneau pascal.
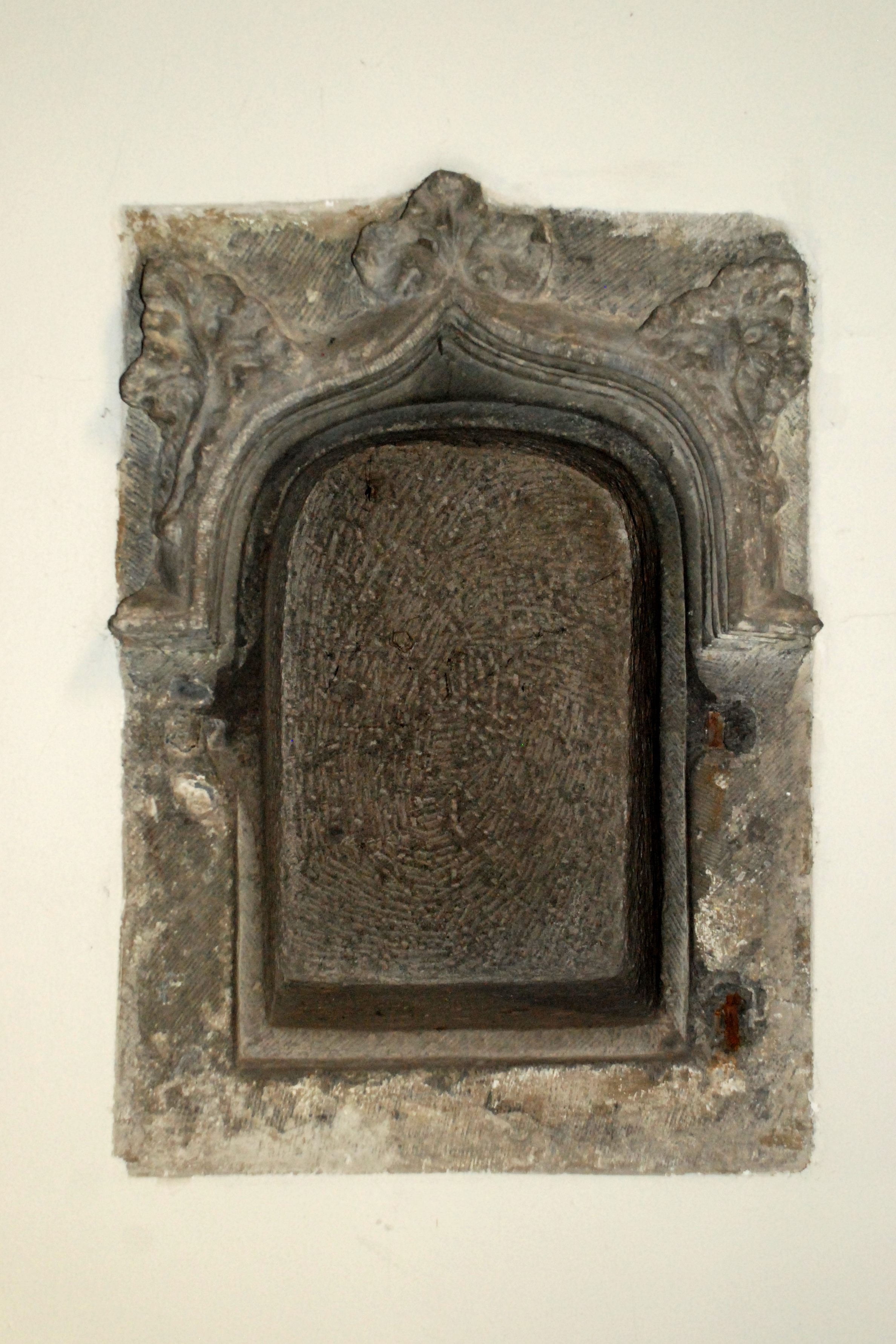
Niche gothique.
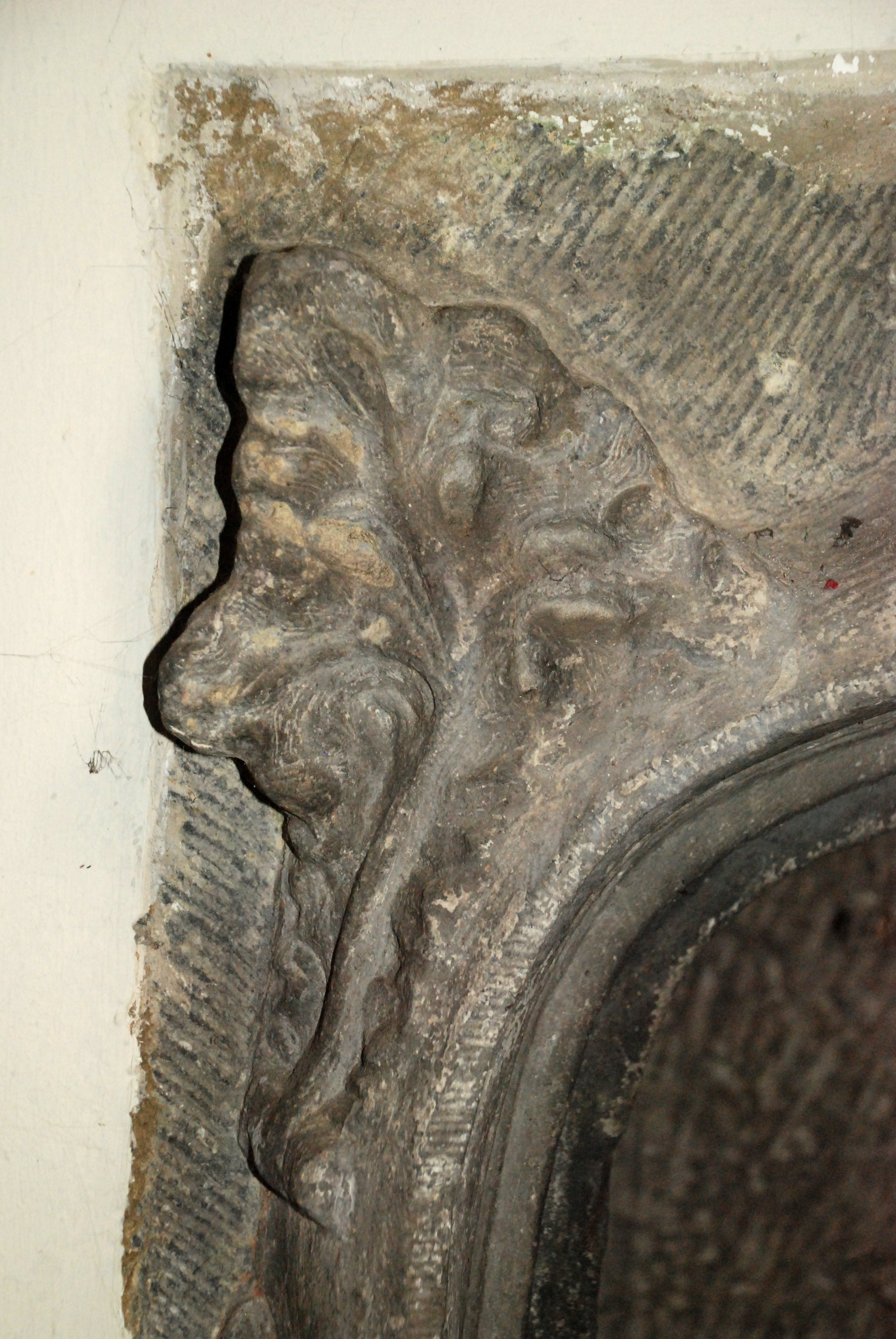
Détail de la niche.

### Monument funéraire de François, Seigneur de Marbais
Sur un des murs de l'église se dresse le monument funéraire en pierre bleue de François et Hélène de Marbais et de leur fille Jeanne, daté de 1610.
Ce monument d'inspiration Renaissance, haut de quatre mètres et large de deux mètres, fut installé dans la nouvelle église en 1946 à la demande de l'administration communale.
Le défunt est représenté à genoux dans la partie centrale, encadré de ses quatre blasons : Marbais, La Bricque, Tresnie et Saint-Val. Au-dessus de lui, un cartouche orné d'une tête de mort porte l'inscription latine Hodie Mihi, Cras Tibi (Aujourd'hui, moi, demain, toi).
Sous la figure du défunt est gravée l'inscription funéraire :

« Cy gist messire franchois de
 
Marbais chevalier et dame helayne

De la bricque sa compaigne
 
Comme aussy dame jéhène de Marbais
 
Leur fille laquelle trespassa l'an 1610

Le 29 de septembre prie dieu pour leurs ames »

À cause de la rapacité de sa famille, Jeanne donne à sa mort en 1610 la seigneurie de Marbais à Jean t'Serclaes, comte de Tilly, chambellan du duc de Lorraine : ce monument marque donc non seulement la mort de Jeanne mais aussi la fin de la maison de Marbais.

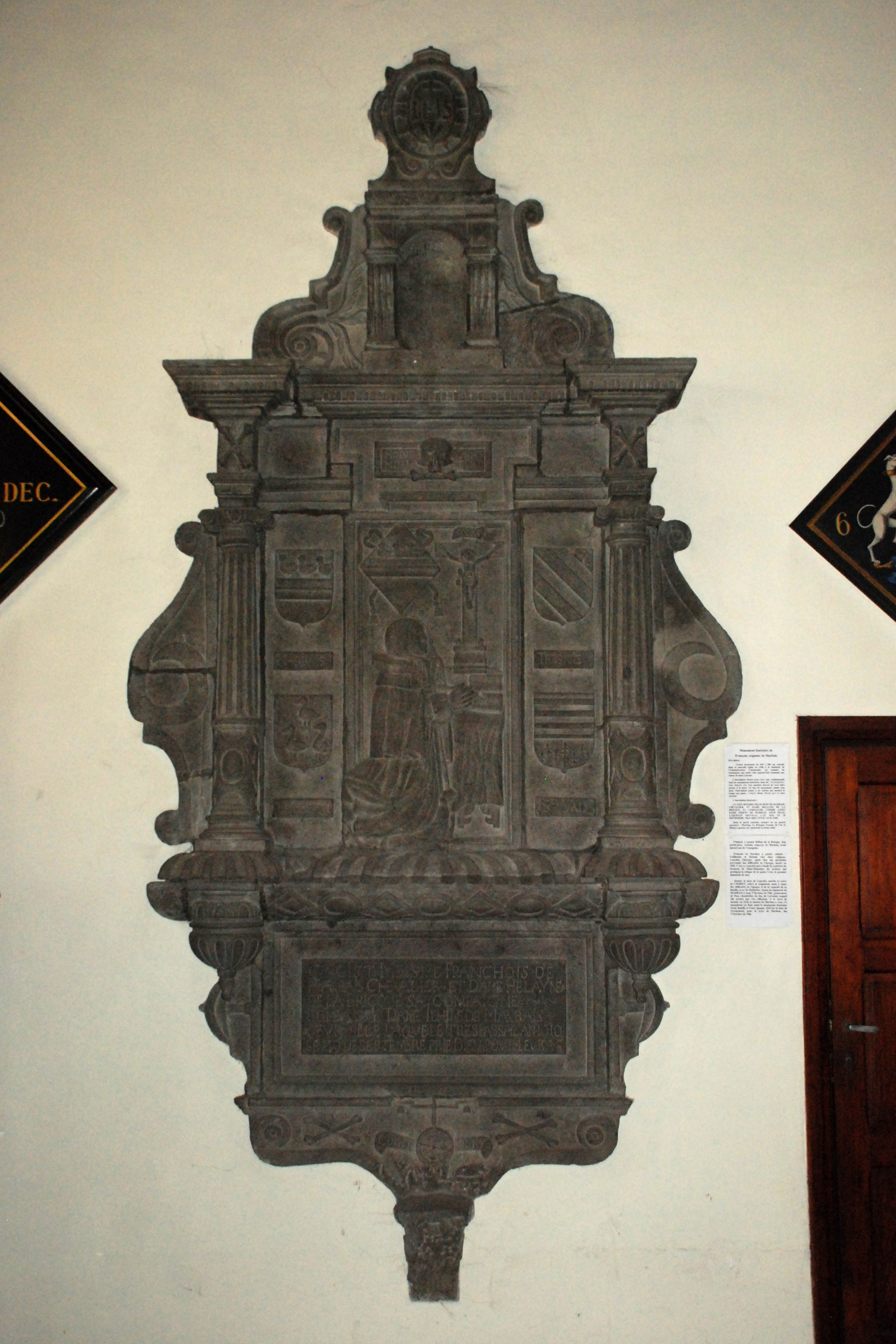
Le monument.
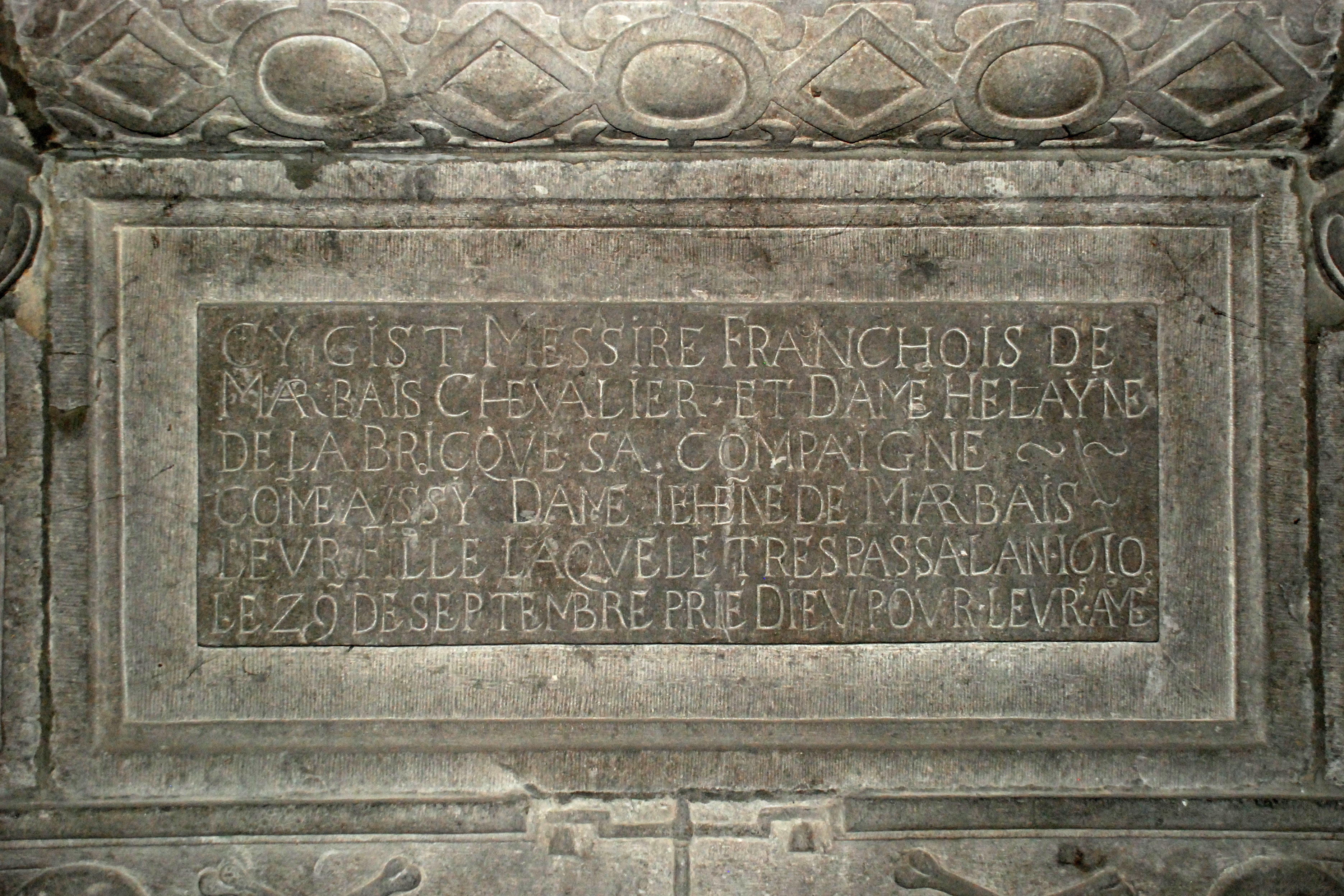
L'inscription funéraire.
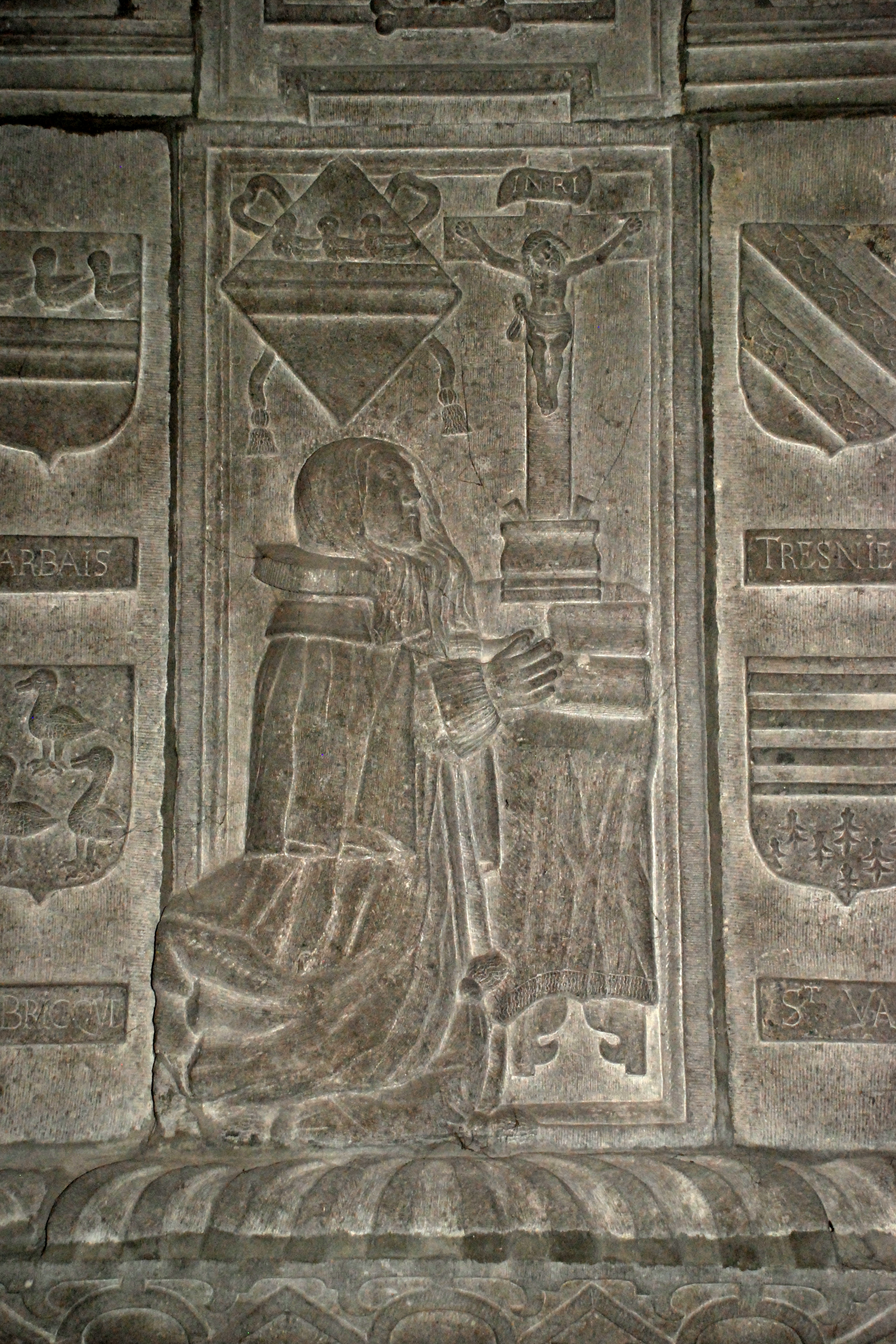
François de Marbais.

### Les retables
L'église abrite deux retables en bois :
- le retable de la Nativité, du troisième quart du XVe siècle ;
- le retable de Notre-Dame, du milieu du XVIe siècle[3].

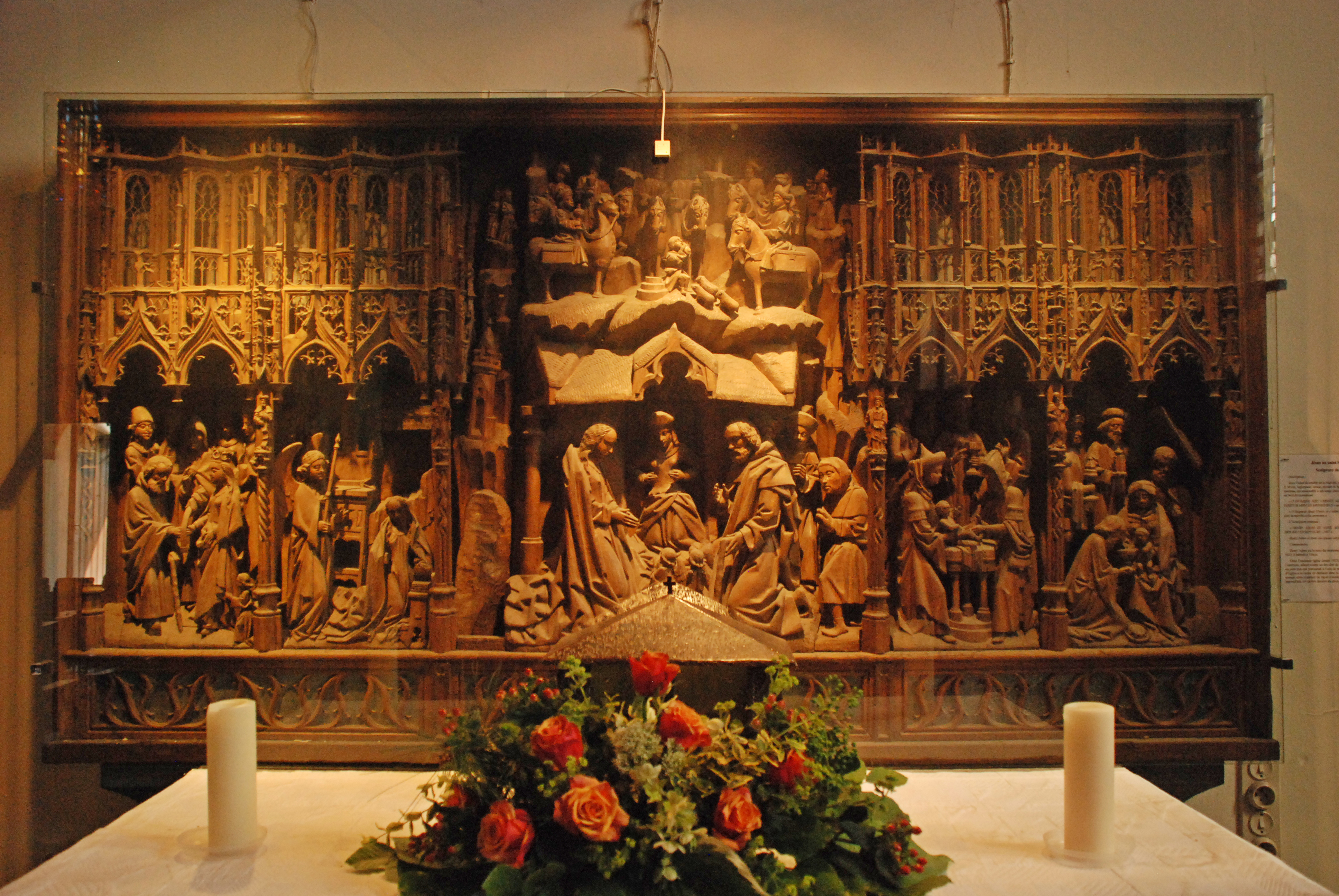
Le retable de la Nativité.
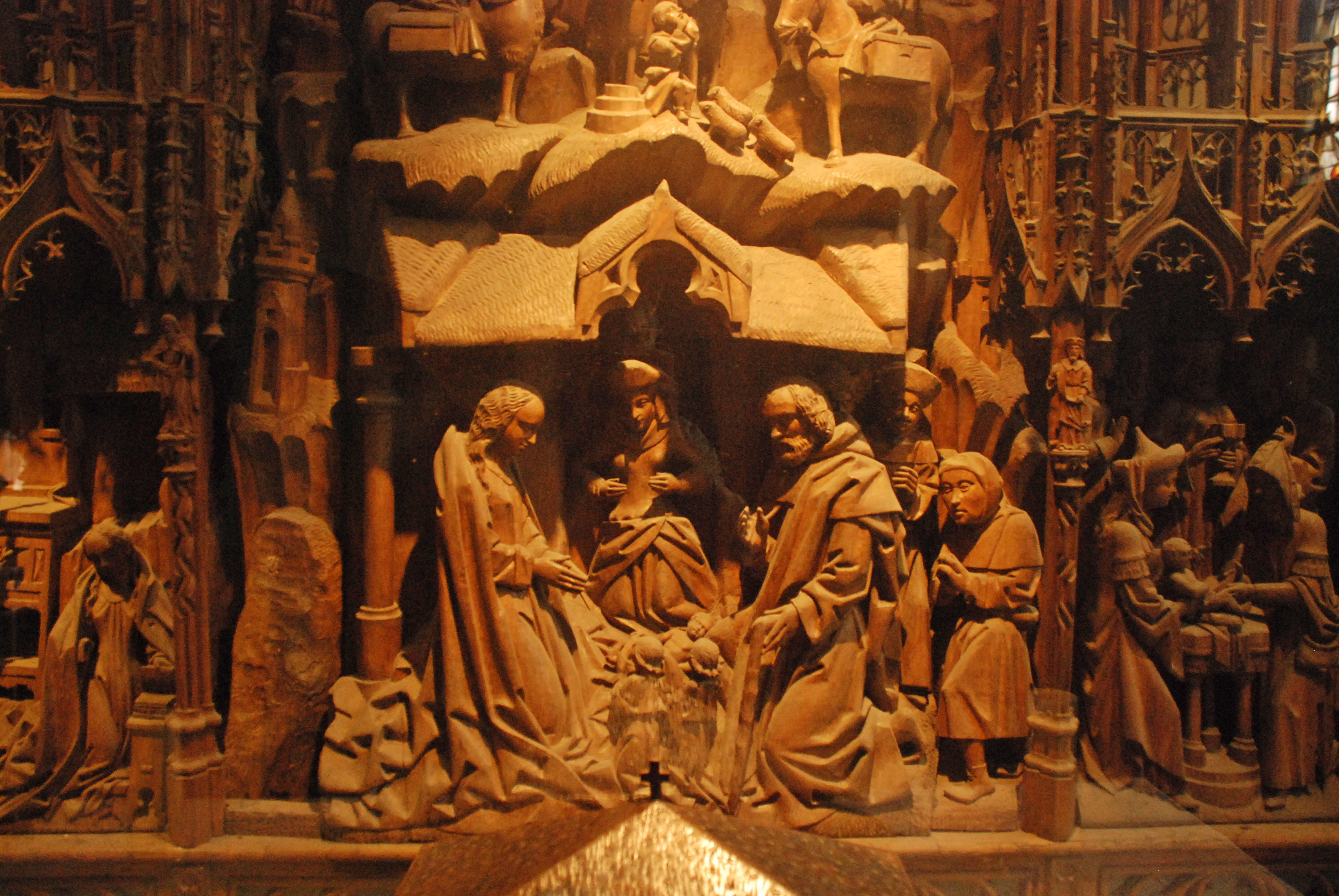
Partie centrale du retable de la Nativité.